# Robert Tideman
Robert Tideman, O.Cist. (frequentemente Tideman de Winchcombe) foi um bispo medieval de Llandaff e bispo de Worcester.
Tideman foi consagrado bispo de Llandaff no dia 13 de outubro de 1393 e transferido para a Sé de Worcester em 15 de junho de 1395.
Tideman gozou de alguma influência na corte do rei Ricardo II da Inglaterra.
Tideman faleceu em 13 de junho de 1401.